# 九纹龙 (1977年电影)
《九纹龙》（英語：The Hero Tattooed with Nine Dragons: Shin Chin）是由鲍学礼执导的电影，由陈观泰、史仲田等領銜主演的电影。该电影根据《水浒传》改编，该电影主要讲述史进因为一次意外惹怒了贵族，结果导致家人被杀，而后他又因此去报仇的故事。

## 劇情簡介
史进史大朗原本是一个不学无术的人，然而在一次意外，也就是教训欺负妇女的贵族少爷的时候，不小心惹怒了贵族，杀死了那位少爷，但是随后他就被贵族的家人纠缠，然后却王进所救，并且通过王进的教导，他终于成为了一个侠士，在学成之后，王进还给史进纹了九条龙以及盼望大郎记取在东京闯祸的教训。并且在回家之前，遇到了很多的志同道合的人。
但是当他回到家后，却发现家人已经被之前惹怒的贵族给全部杀死了。于是他便决定报仇。
随后经过一番激烈的决斗，他终于杀死了仇人。

## 演员表
- 陈观泰
- 嘉凌
- 史仲田
- 古铮
- 蔡弘[5]

## 備註
1. ↑  《台灣電影百年史話》 595页 第 1 卷，作者为黃仁，出版社为中華影評人協會, 出版时间2004年
2. ↑  《中国电影大辞典》中的说明，作者季华·程，出版社上海辞书出版社。
3. ↑  .   [2022-01-16]. （原始内容存档于2022-01-16）.
4. ↑  介绍
5. ↑  .   [2022-01-16]. （原始内容存档于2021-12-14）.

## 相關連結
- 豆瓣链接 （页面存档备份，存于）
- 互联网电影数据库（IMDb）上《九纹龙》的资料（英文）
- 香港影庫上《九纹龙》的資料（繁體中文）
- 影片介绍 （页面存档备份，存于）